# Basitropis dispar
Basitropis dispar là một loài bọ cánh cứng thuộc chi Basitropis, trong họ Anthribidae. Loài này được Sharp mô tả khoa học lần đầu tiên năm 1891.